# El Sport Ilustrado
El Sport Ilustrado fue una revista hípica editada en Valparaíso, Chile. Su contenido era especializado en hípica y deportes.

## Historia
- Fue la cuarta de cinco revistas hípicas con el nombre El Sport que circularon en Chile entre 1889 y 1906.[1]
- Su período de publicación se extendió por 2 años entre el 1 de diciembre de 1901 y el 27 de diciembre de 1903, contando con un total de 99 números.[2][3][4]